# Cossé-en-Champagne

Cossé-en-Champagne este o comună în departamentul Mayenne, Franța. În 2009 avea o populație de 333 de locuitori.